# Helena Gawrońska
Helena Gawrońska (ur. 2 października 1944 w Sosnowcu, zm. 31 maja 2020 w Warszawie) – polska profesor nauk rolniczych, specjalistka w zakresie fizjologii roślin, ekofizjologii i fizjologii molekularnej, nauczyciel akademicki

## Życiorys
Helena Gawrońska z d. Książek studiowała w latach 1963-1968 na Wydziale Ogrodniczym SGGW (specjalizacja kwiaciarstwo), otrzymując tytuł zawodowy magistra inżyniera. Po studiach podjęła pracę jako stażysta w Instytucie Hodowli i Aklimatyzacji Roślin w Radzikowie, gdzie awansowała na stanowisko specjalisty, a następnie adiunkta; pracowała tam do 1989. W 1971 ukończyła Podyplomowe Studium Radiochemii na Uniwersytecie Warszawskim dotyczące zastosowania izotopów w biologii. W 1978 zaliczyła 3-miesięczny kurs radiobiologii w Wiedniu w kooperacji z Akademią Timiriazewa w Moskwie.
W 1980 otrzymała stopień naukowy doktora nauk rolniczych w Instytucie Hodowli i Aklimatyzacji Roślin w Radzikowie. W latach 1989-2001 pracowała jako adiunkt w Katedrze Fizjologii Roślin SGGW. Stopień doktora habilitowanego otrzymała na Wydziale Rolniczym SGGW w 1998 na podstawie monografii Wytwarzanie i dystrybucja biomasy u ziemniaka Solanum tuberosum L. w zróżnicowanych warunkach środowiska. Prowadziła wykłady i inne zajęcia dydaktyczne z fizjologii roślin dla studentów Wydziału Rolnictwa i Biologii, Wydziału Ogrodnictwa i Architektury Krajobrazu oraz Międzywydziałowego Studium Biotechnologii. Odbyła wiele długoterminowych staży zagranicznych, m.in. w amerykańskim uniwersytecie w Idaho, niemieckim uniwersytecie w Bochum oraz japońskich uniwersytetach Nagoya i Hiroshima.
W 2001 przeszła na wcześniejszą emeryturę i w tym samym roku podjęła pracę na stanowisku profesora nadzwyczajnego w Katedrze Sadownictwa i Przyrodniczych Podstaw Ogrodnictwa na Wydziale Ogrodnictwa i Architektury Krajobrazu SGGW. W 2009 otrzymała tytuł profesora nauk rolniczych.
Profesor Helena Gawrońska prowadziła badania naukowe nad wrażliwością roślin uprawnych na promieniowanie jonizujące, fotosyntetyczną produktywnością roślin uprawnych, dystrybucją substancji pokarmowych w warunkach różnych stresów u żyta, ziemniaka, pszenicy, pszenżyta oraz rolą hormonów (ABA, giberelin i cytokinin) w reakcji roślin na stresowe czynniki środowiska. Ważnym osiągnięciem profesor Gawrońskiej było zorganizowanie w 1990 pierwszej w kraju pracowni immunochemicznego oznaczania hormonu ABA w roślinach.
Profesor Gawrońska opublikowała ok. 60 prac naukowych, w większości w renomowanych czasopismach naukowych. Wypromowała 5 doktorów.
Została pochowana na Komunalnym Cmentarzu Południowym w Antoninowie w kwaterze 32A III/1/21.

## Wybrane publikacje[9]
- The role of plant-microbe interactions and their exploitation for phytoremediation of air pollutants. „Int. J. Molec. Sci.” 2015, 16(10), s. 25576-25604[10]
- The level of particulate matter on foliage depends on the distance from the source of emission.  „Int. J. Phytoremediat”. 2015, 17, 12, s. 1262-1268[11]
- Phytoremediation of particulate matter from indoor air by Chlorophytum comosum L. plants. „Air Qual. Atmos Health” 2015, 8, s. 265–272[12]
- Zanieczyszczenia w pomieszczeniach. „Kosmos. Probl. Nauk Biol.” 2015, 64, 1, s. 137–143[13]
- Biological mode of action of a nitrophenolates-based biostimulant: case study. „Front. Plant Sci.” 2014, 16, 5, 713:1-15[14]
- Particulate matter on foliage of 13 woody species: Deposition on surfaces and phytostabilization in waxes – A 3-year study. „Int. J. Phytoremediat”. 2012, 15, s. 245–256[15]
- Deposition of particulate matter of different size fractions on leaf surface and waxes of urban forest species. „Int. J. Phytoremediat.” 2011, 13, 10, s. 1037–1046[16]